# Лоренсвил (Џорџија)
Лоренсвил (Џорџија) (енгл. Lawrenceville) град је у америчкој савезној држави Џорџија. По попису становништва из 2010. у њему је живело 28.546 становника.

## Демографија
Према попису становништва из 2010. у граду је живело 28.546 становника, што је 6.149 (27,5%) становника више него 2000. године.
| Група             | 2000.          | 2010.          |
| Белци             | 15.513 (69,3%) | 10.930 (38,3%) |
| Афроамериканци    | 3.048 (13,6%)  | 9.134 (32,0%)  |
| Азијати           | 709 (3,2%)     | 1.622 (5,7%)   |
| Хиспаноамериканци | 2.720 (12,1%)  | 6.378 (22,3%)  |
| Укупно            | 22.397         | 28.546         |